# Юсуф Хасс Хаджіб Баласагуні
Юсуф Хасс Хаджіб Баласагуні (араб. يوسف خاص حاجب البلاساغوني, між 1015-1085 роками) - визначний тюркський поет і філософ ХІ століття. Автор першого енциклопедичного твору тюркською мовою "Кутадгу біліг" або ж "Благодатні знання". Його філософське бачення світу поєднує в собі одразу три течії: філософське, шаманське та ісламське сприйняття світу. До того ж, значно вплинули на його філософію доісламські релігії та вірування: маніхейство, буддизм, зороастризм, інші течії, притаманні кочовим народам, в оточенні яких жив Баласагуні усе своє життя.

## Біографія
Встановити точні біографічні дані з життя вченого не так вже і просто. Турецький дослідник Р. Аратта визначив дату його народження як 1016-ті роки, спираючись на те, що він написав свою працю у 462 році за мусульманським літочисленням (1070-ті роки за нашим), коли Баласагуні було 54 роки. Інший же тюркський дослідник, А.Ділачара, стверджує, що Юсуф Юаласагуні народився у 1018 році. Однозначно відомо, що народився він у місті Баласагун (сучасне передмістя Токмаку). Конкретно назвати його національність теж непросто. У мовному плані він однозначно тюрок, за громадянством належав до Караханідського царства, а етнічно більш за все був казахом або киргизом. Отримав освіту у передових культурних центрах свого часу: Кашгарі, Фарабі, Бухарі. За період свого навчання досконало вивчив арабську та перську мови, завдяки чому з легкістю читав твори своїх попередників-філософів, зокрема Аль-Фарабі, Авіценни та Шах-наме Фірдоусі. У віці 54 років написав свою славнозвісну працю "Благодатне знання", яку подарував кагану Табгач-Богра-Кара-Хакан-Алі Хасану. Правитель не залишився у боржниках і за подаровану книгу удостоїв Баласагуні титулу Хасс Хаджіб (міністр, головний радник, великий візир). Помер у віці 55 років у Кашгарі (сучасний Китай). Похований там само у своєму іменному мавзолеї.

## Філософія
Філософія Баласагуні досить незвична і має відгуки у різних релігійно-філософських течіях світу. Її основу становить перипатетизм - течія, що фактично почала формуватись ще за часів Аристотеля, а далі розвивалась в основному серед східних мислителів. Юсуф Баласагуні був глибоко переконаний, що світ, створений Богом, розвивається та існує цілком самостійно, з власними законами та закономірностями. Наслідуючи своїх попередників, Баласагуні підтримує концепцію про те, що світ побудований з чотирьох матеріальних тіл: землі, повітря, води та вогню. Вони ж є основою миру та життя у світі. Його концепція насичена гуманізмом та раціоналізмом по відношенню до сприйняття світу людьми, осмислення процесів, що відбуваються, розуміння важливості матеріальних благ в житті. Він також розглядає людство як чітко диференційовані соціально-економічні стани, з огляду на те, яку саме роль вони займають в житті усього світу.

## Праці та вчення. "Кутадгу Біліг"
Баласагуні писав дуже багато. Його роботи пов'язані з дуже великим розмаїттям тематик та наук, зокрема з філософією, гносеологією, астрологією, фізикою та іншими науками. Він описує у працях ідею Арістотеля, тільки вже з огляду на геоїдну форму Землі. Описує ідеї з приводу походження людської свідомості та розуму, детально згадує усі 12 знаків Зодіаку та багато іншого. Зокрема, дуже цікава праця "Наука бути щасливим". Проте, найбільш фундаментальною та знаменитою залишається його робота "Кутадгу біліг". Вона являє собою енциклопедичну довідку, написану в поетичній формі. Оповідає про чотирьох людей, які уособлюють собою складові справедливості: Кунтууду Елік (ім'я справедливості та мудрості правління), Айтолду (успіх, благо, удача), Акдилмиш (мудрість) та Откурмуш (стриманість та терпіння). Збереглись три варіанти тексту поеми: написаний уйгурським письмом з афганського Герату, написаний арабським письмом з Каїрської бібліотеки та знайдений в узбецькому Намангані. Написана поема  у розмірі мутакариб арабської системи аруз і є першим прикладом використання арузу в тюркській літературі. Форма написання — сдвоєний вірш маснаві. "Благодатне знання" оповідає про появу людства та його норми поведінки, про появу держави та поняття суспільства.